# 福田正人
福田 正人（ふくだ まさと、1958年 - ）は群馬大学医学部教授、精神病理学者。NIRS脳計測装置の研究で知られる。第十一回日本統合失調学会会長。

## 業績
ミラー・ドローイング・タスク（二重線で星型が描かれた紙の上に、被験者に鏡像だけを見ながら二線間の間に更に線を書かせる実験）をしたときの、脳内の反応を調べ、健常者には前頭葉における酸素化ヘモグロビン濃度の増加が顕著であるのに対し、統合失調症患者にはそのような反応が無いことを明らかにした。

## 経歴
- 1958年 栃木県に生まれる
- 東京大学医学部卒
- 群馬大学に勤務[4]

## 著書

### 単著
- もう少し知りたい統合失調症の薬と脳 (こころの科学叢書)

### 共著
- マンガでわかる！統合失調症 （日本評論社） 漫画・中村ユキ

### 雑誌編集
- 精神科臨床サービス （星和書店）